# Sercan Görgülü
Sercan Görgülü (* 5. Dezember 1960 in Hızırşah) ist ein ehemaliger türkischer Fußballspieler und Fußballtrainer. In den 1980er Jahren zählte er zu den erfolgreichsten Stürmern der türkischen Süper Lig und machte aufgrund seiner Leistungen gegen Fenerbahçe Istanbul immer wieder auf sich aufmerksam. Gegen diesen Verein, für den er auch das gesamte Jahr 1991 tätig gewesen war, erzielte er in 20 Erstligaspielen zehn Tore. Aufgrund seiner langjährigen Tätigkeit für Sarıyer GK wird er mit diesem Verein in Verbindung gebracht und als einer der wichtigsten Spieler der Klubgeschichte aufgefasst. Er war in der Glanzzeit des Vereins, die in der zweiten Hälfte der 1980er Jahre stattfand, einer der wichtigsten Leistungsträger. Mit 223 Erstligaeinsätzen für Sarıyer ist er der Spieler mit den meisten Süper-Lig-Einsätzen der Vereinsgeschichte und mit 61 Erstligatoren der erfolgreichste Erstligaschütze Sarıyers. Er war nahezu seine gesamte Karriere ein Teamkollege vom Rıdvan Dilmen und zählt zu dessen engen Freunden.

## Spielerkarriere

### Verein
Görgülü kam in Hızırşah, einem Dorf in der türkischen Landkreis Datça, auf die Welt. 1977 begann er in der Nachwuchsabteilung von Muğlaspor, dem bekanntesten Verein Görgülüs Heimatprovinz Muğla, mit dem Vereinsfußball. Zur Saison 1979 wurde er bei dem damaligen Amateurklub in den Kader der ersten Mannschaft aufgenommen. Hier setzte er sich schnell als Stammspieler durch und bildete mit Rıdvan Dilmen, der später einer der wichtigsten Fußballspieler der nächsten Jahre im türkischen Fußball werden sollte, ein starkes Offensivduo. In der Spielzeit 1980/81 beendete er mit seinem Team die Amateurliga als Meister uns stieg damit in die 2. Futbol Ligi, in die damals unterste türkische Profiliga, auf. Von seinem damaligen Cheftrainer Kemal Dirikan wurde Görgülü zusammen mit Dilmen als eines der entscheidenden Spieler dieses Erfolges bezeichnet.
Nach diesem Erfolg wurden mehrere Erstligisten auf Görgülü aufmerksam. So wechselte er im Sommer 1981 zusammen mit seinem Teamkollegen Rıdvan Dilmen zum türkischen Erstligisten Boluspor. Bei seinem neuen Arbeitgeber avancierte er auf Anhieb zum Stammspieler und stieg zum türkischen U-21-Nationalspieler auf. In seiner zweiten Saison für Boluspor, der Saison 1982/83 steigerte er seine Leistungen, wurde mit zehn Ligatoren der erfolgreichste Torschütze seiner Mannschaft und einer der erfolgreichsten der Liga. Damit trug er maßgeblich dazu bei, dass sein Verein die Saison als Tabellenvierter beendete und damit die zweitbeste Erstligaplatzierung der Vereinsgeschichte erreichte.
Nach dieser erfolgreichen Saison zählte er zusammen mit seinem langjährigen Weggefährten Rıdvan Dilmen zu den begehrtesten Spieler der Sommertransferperiode 1983. Da sich Boluspor auch in finanziellen Engpässen befand, beschloss die Vereinsführung die meisten gefragten Spieler gewinnbringend abzugeben. Während Dilmen an den Istanbuler Erstligisten Sarıyer GK verkauft wurde, wurde Görgülü gegen eine Ablösesumme von 10,5 Millionen türkischer Lira an den nordtürkischen Ligarivalen Zonguldakspor abgegeben. Bei seinem neuen Arbeitgeber setzte er sein Formhoch fort und steigerte in seiner ersten Saison für Zonguldakspor seine Karrierebestmarke an Erstligatoren auf elf. Damit wurde er in der Torschützenliste der 1982/83 zusammen mit Sead Čelebić und Zafer Dinçer Fünfter. 
Nachdem er bis zum Sommer 1985 für Zonguldakspor gespielt hatte, wurde er in der Sommertransferperiode 1985 mit mehreren Vereinen in Verbindung gebracht. Um seine Gunst begannen sich schließlich Sarıyer GK und Galatasaray Istanbul zu überbieten. Schließlich wechselte Görgülü für eine Ablösesumme von 55 Millionen türkischer Lira zu Sarıyer. Ausschlaggebend an diesem Wechsel war teilweise auch der Umstand, dass Görgülüs langjähriger Teamkollege, Offensivpartner und enger Freund Rıdvan Dilmen bei Sarıyer spielte. Bei seinem neuen Klub bildete er zusammen mit Rıdvan Dilmen, Oktay Çevik und Sead Čelebić eines der erfolgreichsten Offensivabteilungen der Saison und trug dadurch dazu bei, dass sein Verein am Saisonende mit dem 4. Tabellenplatz die beste Erstligaplatzierung der Vereinsgeschichte erreichte. In der nächsten Saison, der Saison 1986/87, erreichte Görgülü mit 12 Ligatoren zwar einen neuen Karriererekord auf und wurde damit in dieser Spielzeit der erfolgreichste Torschütze seiner Mannschaft, jedoch blieb er mit dem 14. Tabellenplatz mit seiner Mannschaft hinter den Erwartungen. Nach dieser Saison verließ sein langjähriger Teamkollege Dilmen Sarıyer in Richtung Stadt- und Ligarivale Fenerbahçe Istanbul. Diesen Weggang kompensierte Görgülüs Verein mit den amtierenden Nationalstürmern Selçuk Yula und Erdal Keser. Auch mit diesen neuen Offensivspielern bildete Görgülü ein erfolgreiches Offensivgespann. So beendete er mit seinem Verein die Spielzeit 1988/89 erneut auf dem 4. Tabellenplatz und in der Saison 1989/90 auf dem 5. Tabellenplatz. 
Im Sommer 1989 äußerte er das erste Mal den Wunsch den Verein verlassen zu wollen und beklagte sich bei der Presse über einige Vereinsfunktionäre von Sarıyer die ihn seiner Meinung nach entgegen der mündlichen Vereinbarung mit einer sehr hohen Ablösesumme an den Verein gebunden hätten. Da Görgülü in seiner bisherigen Karriere gegen Fenerbahçe Istanbul nahezu immer überragend spielte, in 18 Ligaspiele 9 Tore erzielte und so Fenerbahçe mehrere Punktverluste kostete, bemühte sich der Verein in der Wintertransferperiode 1990/91 ein weiteres Mal um eine Verpflichtung Görgülüs. Nach einer ersten Anfrage forderte der Sarıyer-Präsident İhsan Yalçın für Görgülü eine Gesamtablösesumme von 2,5 Milliarden türkischer Lira. Nach mehrtägigen Transferverhandlungen einigten sich beide Vereine Ende November 1990 für einen Wechsel. Als Gegenleistung erhielt Sarıyer neben einer Ablösesumme von 500 Millionen türkischer Lira noch den Offensivspieler Erdi Demir Fenerbahçe. Sein Debüt für Fenerbahçe gab er im sogenannten Interkontinentalem Derby vom 1. Dezember 1990 gegen den Erzrivalen Galatasaray Istanbul, welches Fenerbahçe vor heimischer Kulisse mit 1:2 für sich entschied. Bei diesem Verein spielte er wieder mit seinem langjährigen Teamkollegen Rıdvan Dilmen. Während er in der Saison 1990/91 unter dem Cheftrainer Guus Hiddink nahezu alle Pflichtspiele für Fenerbahçe absolvierte, änderte sich die Situation mit der Saison 1991/92 grundlegend. In der Sommertransferperiode 1991 verpflichtete sein Verein vom Erzrivalen Galatasaray gegen eine Summer von sieben Milliarden türkischer Lira mit Tanju Çolak den damals erfolgreichsten Torschützen im türkischen Fußball und zudem die beiden Offensivspieler Gérson Caçapa und Ümit Birol. Darüber hinaus ersetzte Fenerbahçe den zurückgetretenen Guus Hiddink durch tschechoslowakische Trainer Jozef Vengloš. Dieser setzte von Saisonbeginn an auf Tanju Çolak, Aykut Kocaman und Gérson Caçapa als Strumtrio. Da mit Rıdvan Dilmen, Oğuz Çetin und Ümit Birol auch das offensive Mittelfeld besetzt war, kam Görgülü in der Hinrunde über lediglich vier Einwechslungen nicht hinaus. Seine Situation sorgte dafür, dass Görgülü bereits nach wenigen Spieltagen seinen Trainer Vengloš um eine Freigabe bat und eine Rückkehr zu Sarıyer vorschlug. Vengloš stimmte einem Weggang erst Ende November 1991 zu. Nach wochenlangen Transferverhandlungen einigten sich beide Vereine erst am letzten Tag der Wintertransferperiode. So kehrte Görgülü in der Winterpause 1991/92 gegen eine Ablösesumme von 650 Millionen türkischer Lira zu seinem alten Verein Sarıyer zurück. Mit Sarıyer spielte Görgülü bis zum Sommer 1994 in der 1. Lig und verfehlte dann mit diesem den Klassenerhalt. Nach dem Abstieg blieb er seinem Verein treu und spielte eine weitere Saison in der 2. Futbol Ligi.
Da sein Verein zum Sommer 1995 den direkten Wiederaufstieg verfehlt hatte, wurde eine Kaderrevision durchgeführt als dessen Folge auch Görgülü den Verein verließ. Er wechselte erst mit Marmarisspor zu einem Zweitligisten seiner Heimatprovinz Muğla. Hier spielte er eine Spielzeit lang. Nachdem er in der Hinrunde der Saison 1996/97 bei Marmarisspor nicht mehr gespielt hatte, löste er seinen Vertrag auf. Die Rückrunde dieser Saison verbrachte er beim Istanbuler Amateurklub Alibeyköy SK und beendete anschließend hier seine Karriere.

### Nationalmannschaft
Görgülü begann seine Nationalmannschaftskarriere 1981 mit einem Einsatz für die türkische U-21-Nationalmannschaft. 1982 absolvierte er sein zweites und letztes U-21-Länderspiel.
1987 spielte er zweimal für die Olympiaauswahl der Türkei. 
Görgülü wurde das erste Mal in den Kader für die türkische A-Nationalmannschaft im Dezember 1984 im Rahmen eines Testspiels gegen die Luxemburgische Nationalmannschaft nominiert. Bei dieser Begegnung blieb er allerdings ohne Einsatz. Sechs Jahre nach dieser ersten Nominierung gab er schließlich unter dem Nationaltrainer Sepp Piontek gegen die Irische Auswahl sein A-Länderspieldebüt. Einen Monat später absolvierte er am 14. November 1990 gegen Nationalmannschaft Polens ein zweites und letztes Länderspiel.

## Trainerkarriere
Görgülü begann im Anschluss an seine Fußballspielerkarriere seine Trainerkarriere und arbeitete als erste Tätigkeit bei seinem langjährigen Arbeitgeber Sarıyer GK als Co-Trainer. Nachdem er diese Tätigkeit ein Jahr ausgeübt hatte, blieb er zwei Jahre ohne Tätigkeit und übernahm zur Saison 2000/01 seinen früheren Verein Alibeyköy SK als Cheftrainer, betreute diesen aber nur bis zur Winterpause. Anschließend blieb er erneut eineinhalb Spielzeiten lang ohne Tätigkeit und begann dann bei Ünyespor als Co-Trainer zu arbeiten. Zur Saison 2006/07 wurde er beim Erstligisten Manisaspor als Co-Trainer vorgestellt und assistierte dabei Ersun Yanal. Anschließend arbeitete er zwei weitere Male bei Sarıyer als Co-Trainer und ein Mal beim Istanbuler Verein Pendikspor.

## Erfolge
Mit Muğlaspor
- Meister der Bölgesel Amatör Lig und Aufstieg in die TFF 1. Lig: 1980/81

Mit Boluspor
- Vierter der Süper Lig: 1982/83

Mit Sarıyer SK
- Vierter der Süper Lig: 1985/86, 1988/89
- Fünfter der Süper Lig: 1989/90